# 丰觥
丰觥，是商末周初时期的一件青铜觥。